# Vuelta CV Feminas 2021
Vuelta CV Feminas 2021 er den 3. udgave af det spanske cykelløb Vuelta a la Comunitat Valenciana Feminas. Det godt 91 km lange linjeløb skulle efter planen været kørt den 7. februar 2021 med start i Paterna og mål i Valencia, men blev på grund af coronaviruspandemien udskudt til 18. april. Ruten følger femte og sidste etape af Volta a la Comunitat Valenciana 2021, men dette løb blev også udskudt. Løbet er ikke en del af UCI Women's World Tour, men på den lavere rangerende internationale UCI-kalender for kvinder.

## Resultat
| \| Samlede stilling \| Samlede stilling \| Samlede stilling \| Samlede stilling \| Samlede stilling \| \| Rytter \| Rytter \| Hold \| Tid \| \| \| ---------------- \| ----------------------- \| --------------------------------- \| ---------------- \| ---------------- \| \| 1. \| Chiara Consonni \| Valcar-Travel & Service \| 2t 14' 04" \| \| \| 2. \| Barbara Guarischi \| Movistar Team \| + 0" \| \| \| 3. \| Elodie Le Bail \| Stade Rochelais Charente-Maritime \| + 0" \| \| \| 4. \| Alessia Bulleri \| Eneicat-RBH \| + 0" \| \| \| 5. \| Martina Alzini \| Valcar-Travel & Service \| + 0" \| \| \| 6. \| Sandra Alonso \| Bizkaia-Durango \| + 0" \| \| \| 7. \| Agnieta Francke \| Farto-BTC \| + 0" \| \| \| 8. \| Eva Anguela Yágüez \| Río Miera-Cantabria Deporte \| + 0" \| \| \| 9. \| Silvia Persico \| Valcar-Travel & Service \| + 0" \| \| \| 10. \| Eukene Larrarte Arteaga \| Laboral Kutxa-Fundación Euskadi \| + 0" \| \| |                         |                                   |            |
| |                         |                                   |            |
| Kilder: ProCyclingStats Cycling Quotient |                         |                                   |            |
| Samlede stilling |                         |                                   |            |
| Rytter | Rytter                  | Hold                              | Tid        |
| 1. | Chiara Consonni         | Valcar-Travel & Service           | 2t 14' 04" |
| 2. | Barbara Guarischi       | Movistar Team                     | + 0"       |
| 3. | Elodie Le Bail          | Stade Rochelais Charente-Maritime | + 0"       |
| 4. | Alessia Bulleri         | Eneicat-RBH                       | + 0"       |
| 5. | Martina Alzini          | Valcar-Travel & Service           | + 0"       |
| 6. | Sandra Alonso           | Bizkaia-Durango                   | + 0"       |
| 7. | Agnieta Francke         | Farto-BTC                         | + 0"       |
| 8. | Eva Anguela Yágüez      | Río Miera-Cantabria Deporte       | + 0"       |
| 9. | Silvia Persico          | Valcar-Travel & Service           | + 0"       |
| 10. | Eukene Larrarte Arteaga | Laboral Kutxa-Fundación Euskadi   | + 0"       |

## Hold og ryttere
| UCI Women's WorldTeam- Movistar Team UCI Women's Kontinentalhold (10)- Bizkaia-Durango - Eneicat-RBH Global-Martin Villa - Farto-BTC - Laboral Kutxa-Fundacion Euskadi - Massi Tactic - Río Miera-Cantabria Deporte - Sopela - Stade Rochelais Charente-Maritime Women Cycling - Valcar-Travel & Service - Vib Sports Amatørkvindehold- Costa Brava Mediterranean Foods-Top Conserge Regional- og klubhold- World Cycling Centre |
| |

### Startliste
| Movistar Team MOV | Movistar Team MOV       | Movistar Team MOV |
| ----------------- | ----------------------- | ----------------- |
| Nr.               | Rytter                  | Placering         |
| 1                 | Barbara Guarischi (ITA) | 2.                |
| 2                 | Sheyla Gutiérrez (ESP)  | 21.               |
| 3                 | Gloria Rodríguez (ESP)  | 42.               |
| 4                 | Lourdes Oyarbide (ESP)  | 54.               |
| 5                 | Alba Teruel Ribes (ESP) | 34.               |

| Valcar-Travel & Service VAL | Valcar-Travel & Service VAL | Valcar-Travel & Service VAL |
| --------------------------- | --------------------------- | --------------------------- |
| Nr.                         | Rytter                      | Placering                   |
| 11                          | Ilaria Sanguineti (ITA)     | 14.                         |
| 12                          | Silvia Persico (ITA)        | 9.                          |
| 13                          | Matilde Bertolini (ITA)     | 52.                         |
| 14                          | Martina Alzini (ITA)        | 5.                          |
| 15                          | Margaux Vigie (FRA)         | 33.                         |
| 16                          | Chiara Consonni (ITA)       | 1.                          |

| Bizkaia-Durango BDP | Bizkaia-Durango BDP          | Bizkaia-Durango BDP |
| ------------------- | ---------------------------- | ------------------- |
| Nr.                 | Rytter                       | Placering           |
| 21                  | Sandra Alonso (ESP)          | 6.                  |
| 22                  | Ariana Gilabert (ESP)        | 44.                 |
| 23                  | Lucía González Blanco (ESP)  | 53.                 |
| 24                  | Mercedes Carmona Ramos (ESP) | 51.                 |
| 25                  | Emilie Fortin (CAN)          | 32.                 |
| 26                  | Lydia Iglesias (ESP)         | 47.                 |

| World Cycling Centre WCC | World Cycling Centre WCC  | World Cycling Centre WCC |
| ------------------------ | ------------------------- | ------------------------ |
| Nr.                      | Rytter                    | Placering                |
| 31                       | Małgorzata Jasińska (POL) | 49.                      |
| 32                       | Tereza Neumanová (CZE)    | 16.                      |
| 33                       | Luciana Roland (ARG)      | 45.                      |
| 34                       | Nofar Maoz (ISR)          | 22.                      |
| 35                       | Sara Cueto Vega (ESP)     | 50.                      |
| 36                       | Nicole Hanselmann (SUI)   | 27.                      |

| Eneicat-RBH EIC | Eneicat-RBH EIC        | Eneicat-RBH EIC |
| --------------- | ---------------------- | --------------- |
| Nr.             | Rytter                 | Placering       |
| 41              | Ziortza Isasi (ESP)    | 36.             |
| 42              | Lija Laizāne (LAT)     | 31.             |
| 43              | Varvara Fasoi (GRE)    | 58.             |
| 44              | Nicole D'agostin (ITA) | 40.             |
| 45              | Julia Biryukova (UKR)  | 35.             |
| 46              | Alessia Bulleri (ITA)  | 4.              |

| Laboral Kutxa-Fundación Euskadi LKF | Laboral Kutxa-Fundación Euskadi LKF | Laboral Kutxa-Fundación Euskadi LKF |
| ----------------------------------- | ----------------------------------- | ----------------------------------- |
| Nr.                                 | Rytter                              | Placering                           |
| 51                                  | Paula Suarez (ESP)                  | 55.                                 |
| 52                                  | Garazi Estevez (ESP)                | 65.                                 |
| 53                                  | Eukene Larrarte Arteaga (ESP)       | 10.                                 |
| 55                                  | Idoia Eraso (ESP)                   | 30.                                 |
| 56                                  | Ainhize Barrainkua (ESP)            | 61.                                 |

| Massi Tactic MAT | Massi Tactic MAT              | Massi Tactic MAT |
| ---------------- | ----------------------------- | ---------------- |
| Nr.              | Rytter                        | Placering        |
| 61               | Martina Moreno Monteys (ESP)  | 48.              |
| 62               | Mireia Benito (ESP)           | 26.              |
| 63               | Gabrielle Pilote Fortin (CAN) | 24.              |
| 64               | Olivia Baril (CAN)            | 12.              |
| 65               | Patricia Ortega Ruiz (ESP)    | 18.              |
| 66               | Belén López (ESP)             | 13.              |

| Spanien ESP | Spanien ESP               | Spanien ESP |
| ----------- | ------------------------- | ----------- |
| Nr.         | Rytter                    | Placering   |
| 71          | Susana Perez Conejero     | 19.         |
| 72          | Carolina Esteban          | 28.         |
| 73          | Eva Anguela Yágüez        | 8.          |
| 74          | Isabel Martin             | 23.         |
| 75          | Nerea Nuno Iglesias       | 37.         |
| 76          | Elisabet Escursell Valero | 29.         |

| Sopela Women's Team SWT | Sopela Women's Team SWT        | Sopela Women's Team SWT |
| ----------------------- | ------------------------------ | ----------------------- |
| Nr.                     | Rytter                         | Placering               |
| 81                      | Molly Patch (GBR)              | 62.                     |
| 83                      | Adriana San Roman (ESP)        | 57.                     |
| 84                      | Maria Banlles Santamaria (ESP) | 41.                     |

| Farto-BTC FAR | Farto-BTC FAR                 | Farto-BTC FAR |
| ------------- | ----------------------------- | ------------- |
| Nr.           | Rytter                        | Placering     |
| 91            | Sara Bonillo Talens (ESP)     | 17.           |
| 93            | Agnieta Francke (NED)         | 7.            |
| 94            | Melissa Maia (POR) (landevej) | 46.           |
| 95            | Sandra Moral (ESP)            | 38.           |
| 96            | Teresa Ripoll Sabate (ESP)    | 43.           |

| Stade Rochelais Charente-Maritime CMW | Stade Rochelais Charente-Maritime CMW | Stade Rochelais Charente-Maritime CMW |
| ------------------------------------- | ------------------------------------- | ------------------------------------- |
| Nr.                                   | Rytter                                | Placering                             |
| 101                                   | India Grangier (FRA)                  | 11.                                   |
| 102                                   | Noémie Abgrall (FRA)                  | 20.                                   |
| 103                                   | Elodie Le Bail (FRA)                  | 3.                                    |
| 104                                   | Célia Le Mouël (FRA)                  | 15.                                   |

| Vib Sports VIB | Vib Sports VIB           | Vib Sports VIB |
| -------------- | ------------------------ | -------------- |
| Nr.            | Rytter                   | Placering      |
| 111            | Marta Romeu (ESP)        | 39.            |
| 112            | Esthefania Hurtado (ESP) | 60.            |
| 113            | Maryoly Sosa (VEN)       | 63.            |
| 116            | Georgia Bullard (GBR)    | 64.            |

| Costa Brava Mediterranean Foods-Top Conserge ___ | Costa Brava Mediterranean Foods-Top Conserge ___ | Costa Brava Mediterranean Foods-Top Conserge ___ |
| ------------------------------------------------ | ------------------------------------------------ | ------------------------------------------------ |
| Nr.                                              | Rytter                                           | Placering                                        |
| 121                                              | Victoria Bandera (ESP)                           | 56.                                              |
| 125                                              | Laura Molenaar (NED)                             | 25.                                              |
| 126                                              | Fiona Mangan (IRL)                               | 59.                                              |

| Movistar Team MOV | Movistar Team MOV       | Movistar Team MOV |
| ----------------- | ----------------------- | ----------------- |
| Nr.               | Rytter                  | Placering         |
| 1                 | Barbara Guarischi (ITA) | 2.                |
| 2                 | Sheyla Gutiérrez (ESP)  | 21.               |
| 3                 | Gloria Rodríguez (ESP)  | 42.               |
| 4                 | Lourdes Oyarbide (ESP)  | 54.               |
| 5                 | Alba Teruel Ribes (ESP) | 34.               |

| Valcar-Travel & Service VAL | Valcar-Travel & Service VAL | Valcar-Travel & Service VAL |
| --------------------------- | --------------------------- | --------------------------- |
| Nr.                         | Rytter                      | Placering                   |
| 11                          | Ilaria Sanguineti (ITA)     | 14.                         |
| 12                          | Silvia Persico (ITA)        | 9.                          |
| 13                          | Matilde Bertolini (ITA)     | 52.                         |
| 14                          | Martina Alzini (ITA)        | 5.                          |
| 15                          | Margaux Vigie (FRA)         | 33.                         |
| 16                          | Chiara Consonni (ITA)       | 1.                          |

| Bizkaia-Durango BDP | Bizkaia-Durango BDP          | Bizkaia-Durango BDP |
| ------------------- | ---------------------------- | ------------------- |
| Nr.                 | Rytter                       | Placering           |
| 21                  | Sandra Alonso (ESP)          | 6.                  |
| 22                  | Ariana Gilabert (ESP)        | 44.                 |
| 23                  | Lucía González Blanco (ESP)  | 53.                 |
| 24                  | Mercedes Carmona Ramos (ESP) | 51.                 |
| 25                  | Emilie Fortin (CAN)          | 32.                 |
| 26                  | Lydia Iglesias (ESP)         | 47.                 |

| World Cycling Centre WCC | World Cycling Centre WCC  | World Cycling Centre WCC |
| ------------------------ | ------------------------- | ------------------------ |
| Nr.                      | Rytter                    | Placering                |
| 31                       | Małgorzata Jasińska (POL) | 49.                      |
| 32                       | Tereza Neumanová (CZE)    | 16.                      |
| 33                       | Luciana Roland (ARG)      | 45.                      |
| 34                       | Nofar Maoz (ISR)          | 22.                      |
| 35                       | Sara Cueto Vega (ESP)     | 50.                      |
| 36                       | Nicole Hanselmann (SUI)   | 27.                      |

| Eneicat-RBH EIC | Eneicat-RBH EIC        | Eneicat-RBH EIC |
| --------------- | ---------------------- | --------------- |
| Nr.             | Rytter                 | Placering       |
| 41              | Ziortza Isasi (ESP)    | 36.             |
| 42              | Lija Laizāne (LAT)     | 31.             |
| 43              | Varvara Fasoi (GRE)    | 58.             |
| 44              | Nicole D'agostin (ITA) | 40.             |
| 45              | Julia Biryukova (UKR)  | 35.             |
| 46              | Alessia Bulleri (ITA)  | 4.              |

| Laboral Kutxa-Fundación Euskadi LKF | Laboral Kutxa-Fundación Euskadi LKF | Laboral Kutxa-Fundación Euskadi LKF |
| ----------------------------------- | ----------------------------------- | ----------------------------------- |
| Nr.                                 | Rytter                              | Placering                           |
| 51                                  | Paula Suarez (ESP)                  | 55.                                 |
| 52                                  | Garazi Estevez (ESP)                | 65.                                 |
| 53                                  | Eukene Larrarte Arteaga (ESP)       | 10.                                 |
| 55                                  | Idoia Eraso (ESP)                   | 30.                                 |
| 56                                  | Ainhize Barrainkua (ESP)            | 61.                                 |

| Massi Tactic MAT | Massi Tactic MAT              | Massi Tactic MAT |
| ---------------- | ----------------------------- | ---------------- |
| Nr.              | Rytter                        | Placering        |
| 61               | Martina Moreno Monteys (ESP)  | 48.              |
| 62               | Mireia Benito (ESP)           | 26.              |
| 63               | Gabrielle Pilote Fortin (CAN) | 24.              |
| 64               | Olivia Baril (CAN)            | 12.              |
| 65               | Patricia Ortega Ruiz (ESP)    | 18.              |
| 66               | Belén López (ESP)             | 13.              |

| Spanien ESP | Spanien ESP               | Spanien ESP |
| ----------- | ------------------------- | ----------- |
| Nr.         | Rytter                    | Placering   |
| 71          | Susana Perez Conejero     | 19.         |
| 72          | Carolina Esteban          | 28.         |
| 73          | Eva Anguela Yágüez        | 8.          |
| 74          | Isabel Martin             | 23.         |
| 75          | Nerea Nuno Iglesias       | 37.         |
| 76          | Elisabet Escursell Valero | 29.         |

| Sopela Women's Team SWT | Sopela Women's Team SWT        | Sopela Women's Team SWT |
| ----------------------- | ------------------------------ | ----------------------- |
| Nr.                     | Rytter                         | Placering               |
| 81                      | Molly Patch (GBR)              | 62.                     |
| 83                      | Adriana San Roman (ESP)        | 57.                     |
| 84                      | Maria Banlles Santamaria (ESP) | 41.                     |

| Farto-BTC FAR | Farto-BTC FAR                 | Farto-BTC FAR |
| ------------- | ----------------------------- | ------------- |
| Nr.           | Rytter                        | Placering     |
| 91            | Sara Bonillo Talens (ESP)     | 17.           |
| 93            | Agnieta Francke (NED)         | 7.            |
| 94            | Melissa Maia (POR) (landevej) | 46.           |
| 95            | Sandra Moral (ESP)            | 38.           |
| 96            | Teresa Ripoll Sabate (ESP)    | 43.           |

| Stade Rochelais Charente-Maritime CMW | Stade Rochelais Charente-Maritime CMW | Stade Rochelais Charente-Maritime CMW |
| ------------------------------------- | ------------------------------------- | ------------------------------------- |
| Nr.                                   | Rytter                                | Placering                             |
| 101                                   | India Grangier (FRA)                  | 11.                                   |
| 102                                   | Noémie Abgrall (FRA)                  | 20.                                   |
| 103                                   | Elodie Le Bail (FRA)                  | 3.                                    |
| 104                                   | Célia Le Mouël (FRA)                  | 15.                                   |

| Vib Sports VIB | Vib Sports VIB           | Vib Sports VIB |
| -------------- | ------------------------ | -------------- |
| Nr.            | Rytter                   | Placering      |
| 111            | Marta Romeu (ESP)        | 39.            |
| 112            | Esthefania Hurtado (ESP) | 60.            |
| 113            | Maryoly Sosa (VEN)       | 63.            |
| 116            | Georgia Bullard (GBR)    | 64.            |

| Costa Brava Mediterranean Foods-Top Conserge ___ | Costa Brava Mediterranean Foods-Top Conserge ___ | Costa Brava Mediterranean Foods-Top Conserge ___ |
| ------------------------------------------------ | ------------------------------------------------ | ------------------------------------------------ |
| Nr.                                              | Rytter                                           | Placering                                        |
| 121                                              | Victoria Bandera (ESP)                           | 56.                                              |
| 125                                              | Laura Molenaar (NED)                             | 25.                                              |
| 126                                              | Fiona Mangan (IRL)                               | 59.                                              |